# Баянополис
Баянополис (порт. Baianópolis) — муниципалитет в Бразилии, входит в штат Баия. Составная часть мезорегиона Крайний запад штата Баия. Входит в экономико-статистический микрорегион Баррейрас. Население составляет 10 980 человек на 2006 год. Занимает площадь 3360,088 км². Плотность населения — 3,3 чел./км².

## Статистика
- Валовой внутренний продукт на 2003 год составляет 39 198 050,00 реалов (данные: Бразильский институт географии и статистики).
- Валовой внутренний продукт на душу населения на 2003 год составляет 3399,36 реалов (данные: Бразильский институт географии и статистики).
- Индекс развития человеческого потенциала на 2000 год составляет 0,592 (данные: Программа развития ООН).